# Edifici al carrer Santa Elisabet, 12 (Granollers)
L'Edifici al carrer Santa Elisabet és una casa de Granollers (Vallès Oriental) inclosa a l'Inventari del Patrimoni Arquitectònic de Catalunya.

## Descripció
Es tracta d'una casa entre mitgeres en cantonada, restaurada recentment, que consta de planta baixa i tres plantes amb coberta inclinada de teula plana. Façanes planes, la del carrer Santa Elisabet, composta segons dos eixos amb buit de proporcions verticals, els de la planta baixa i primer pis amb brancals de pedra adovellada i llinda plana, en el primer pis hi ha balcó de planta rectangular protegit amb barana de ferro fos, els buits corresponen a la primitiva edificació, la resta de la façana ha estat composta simètricament segons dos eixos, la tercera planta s'ha tractat com una galeria. Reutilitzada a la dècada dels anys 1990.